# Emika
Emika, pseudonimo di Ema Jolly (8 gennaio 1986), è una disc jockey e cantautrice inglese.

## Biografia
Emika, che ha origini ceche dato che la madre è nata a Příbram ed è cresciuta a Milton Keynes (Gran Bretagna), inizia a fare musica durante gli studi scolastici e, come spiegato in un'intervista, il suo studio era stato ricavato in una credenza dove aveva sistemato la strumentazione. Per comprarsi il primo computer, un Mac di Apple, e una copia del software Logic Studio fa la cameriera. Emika consegue la laurea di Tecnologia Musicale a Bath e viene assunta come tirocinante in un ufficio dell'etichetta londinese Ninja Tunes, dove lavora per un mese. Mentre la scena musicale di Bristol si sta evolvendo dalla drum and bass alla dubstep, lei partecipa ai primi party organizzati da Pinch, musicista dubstep originario di Bristol.
Parlando delle ragioni che l'hanno spinta a lasciare Bristol, Emika ha dichiarato: "Ero molto malata, fisicamente, avevo dovuto subire delle operazioni che non avevano avuto molto successo e portarono ad altro e dovetti, in quel periodo, assumere della morfina. Sono stata a letto per settimane. E perciò a Bristol ero diventata 'la ragazza malata'. È stato difficile per me riprendermi e rimanere in quella città". Nel 2006 approfitta di un volo gratuito messo a disposizione dalla sua banca quando il suo conto viene migliorato e decide di andare a Berlino da sola.
A Berlino inizia a lavorare come progettista del suono presso la Native Instruments, continuando ad affinare il suo stile musicale con il suo portatile, raccogliendo ispirazione dalla scena dance dei club Berghain e Panoramabar. Fünf, la compilation realizzata dai live registrati all'interno di questi club da Emika (che ha contribuito con il brano “Cooling Room”), è stata lanciata dall'etichetta Ostgut Ton, come parte delle celebrazioni del suo quinto anniversario. Il suo lavoro alla Native Instruments ha giocato un ruolo importante nella sua crescita musicale.
Ninja Tune apprezza la nuova direzione assunta dalla musica di Emika e nel gennaio 2010 viene pubblicato il suo singolo di debutto, “Drop The Other”, che è anche stato inserito nel cofanetto del 20º anniversario dell'etichetta.
Il suo secondo singolo, “Double Edge” è uscito nel maggio 2010, seguito da “Count Backwards” (aprile 2011) e “Pretend/Professional Loving” (settembre 2011), quest'ultimo remixato da Brandt Brauer Frick, Kyle Hall e DJ Rashad.
Il 3 ottobre 2011 è uscito il suo album di debutto che includeva tutti e quattro i singoli, ed è stato descritto come un mix di beat ammaliante e atmosfere melodiche. La musica di Emika è stata descritta come influenzata da vari generi come l'early dubstep, l'elettronica e la classica. I critici l'hanno paragonata a PJ Harvey, The xx, Zola Jesus e Beth Gibbons.
Il 18 ottobre 2011 Emika intraprende il suo primo tour americano, supportando Amon Tobin, e continua a suonare dal vivo in tutto il mondo durante il 2012 in Paesi come Austria, Repubblica Ceca, Francia, Irlanda, Norvegia, Svizzera, Russia e Turchia.
Emika ha collaborato con artisti e produttori come Tommy Four Seven, Pinch, Nick Hoppner, Paul Frick, Brandt Brauer Frick, Amon Tobin e Marcel Dettmann.

## Discografia

### Album
- Emika (Ninja Tune, 2011)
- Dva (Ninja Tune, 2013)
- Klavírní (Emika Records, 2015)
- Drei (Emika Records, 2015)
- Frames ((Emika records, 2025)

### Singoli & EP
- Double Edge (Ninja Tune, 2010)
- Drop The Other (Ninja Tune, 2010)
- Count Backwards (Ninja Tune, 2011)
- Pretend/Professional Loving (Ninja Tune, 2011)
- 3 Hours (Ninja Tune, 2012)
- Chemical Fever (Ninja Tune, 2012)
- Klavirni (Ninja Tune, 2013)
- Searching (Ninja Tune, 2013)
- Centuries (Ninja Tune, 2013)

### Collaborazioni
- Price Tag EP - MyMy & Emika (AUS Music, 2009)
- 2012 - Pinch & Emika (Tectonic, 2010)
- I Mean EP - Paul Frick feat. Emika (Doppelschall, 2011)
- Make You Sleep - Kryptic Minds vs. Emika (Black Box, 2011)
- Pretend - Brandt Brauer Frick (2011)